# Louis De Langhe
Louis De Langhe (Jabbeke, 21 december 1826 - Oedelem, 3 maart 1906) was notaris in Oedelem.

## Levensloop
Louis De Langhe trouwde met Clemence Govaert (1840-1909), zus van Jules-César Govaert (1837-1888), die van 1873 tot 1888 notaris en van 1881 tot zijn dood burgemeester was in Oedelem. 
Terwijl zijn schoonbroer het notariaat in Oedelem bezette, werd Louis in 1866 notaris in Jabbeke en bleef dit tot hij zijn overleden schoonbroer opvolgde. Hij was notaris van Oedelem van 1888 tot 1903. In dat jaar werd hij opgevolgd door Charles-August Govaert (1874-1939), die het ambt uitoefende tot aan zijn dood. Charles-August was de zoon van Jules Govaert en vanaf 1907 burgemeester van Oedelem.
De Langhe bouwde zich in 1876 een herenhuis aan de Bruggestraat 22.
Hij was vanaf 1888 voorzitter, zoals ook andere leden van de familie Govaert dit waren, van de Koninklijke Harmonie Sint-Cecilia Oedelem.